# Siamodon
Siamodon („zub ze Siamu = Thajska“) byl býložravý dinosaurus ze skupiny Ornithopoda, patřící zřejmě mezi iguanodonty. Žil v období spodní křídy (geologický stupeň/věk apt) na území dnešního severovýchodního Thajska (lokalita Ban Saphan Hin, geologické souvrství Khok Kruat).

## Objev a popis
Znám je podle fosilií částí lebky (horní čelist, mozkovna a zuby), materiál holotypu nese označení PRC-4 až PRC-6. Tohoto dinosaura formálně popsali paleontologové Eric Buffetaut a Varavudh Suteethorn v roce 2011. Typový a jediný dnes známý druh je S. nimngami. Přesná velikost tohoto rodu není známá. Jeho hmotnost se však pravděpodobně pohybovala kolem 250 kilogramů.